# Wereldkampioenschappen schaatsen afstanden 2015 - 1000 meter mannen
De 1000 meter mannen op de wereldkampioenschappen schaatsen afstanden 2015 werd gereden op zaterdag 14 februari 2015 in het ijsstadion Thialf in Heerenveen, Nederland.
Denis Koezin was de regerend wereldkampioen en Stefan Groothuis de regerend Olympisch kampioen. Van de zes wereldbekerwedstrijden eerder in het seizoen won Pavel Koelizjnikov er drie, Kjeld Nuis er twee en Nico Ihle er een. Vooraf werd vooral een strijd verwacht tussen Koelizjnikov en Nuis, maar het was tweevoudig Olympisch en drievoudig wereldkampioen Shani Davis die de snelste tijd neerzette en voor de zesde keer de belangrijkste 1000 meter van het seizoen won.

## Plaatsing
De regels van de ISU schrijven voor dat er maximaal 24 schaatsers zich plaatsen voor het WK op deze afstand. Geplaatst zijn de beste veertien schaatsers van het wereldbekerklassement na vier manches, aangevuld met de tien tijdsnelsten van die eerste vier manches van de wereldbeker. Achter deze 24 namen werd op tijdsbasis nog een reservelijst van zes namen gemaakt. Aangezien het aantal deelnemers per land beperkt is tot een maximum van drie, telt de vierde (en vijfde etc.) schaatser per land niet mee voor het verloop van de ranglijst. Het is aan de nationale bonden te beslissen welke van hun schaatsers, mits op de lijst, naar het WK afstanden worden afgevaardigd.

## Statistieken

### Uitslag
| #      | Naam                        | Land | Tijd    |
| ------ | --------------------------- | ---- | ------- |
| Goud   | Shani Davis                 | USA  | 1.08,57 |
| Zilver | Pavel Koelizjnikov          | RUS  | 1.08,61 |
| Brons  | Kjeld Nuis                  | NED  | 1.08,71 |
| 4      | Denny Morrison              | CAN  | 1.08,72 |
| 5      | Hein Otterspeer             | NED  | 1.08,88 |
| 6      | Stefan Groothuis            | NED  | 1.09,13 |
| 7      | Nico Ihle                   | GER  | 1.09,15 |
| 8      | Denis Koezin                | KAZ  | 1.09,40 |
| 9      | Samuel Schwarz              | GER  | 1.09,42 |
| 10     | Joey Mantia                 | USA  | 1.09,87 |
| 11     | Mo Tae-bum                  | KOR  | 1.09,88 |
| 12     | Vincent De Haître           | CAN  | 1.10,02 |
| 13     | Zbigniew Bródka             | POL  | 1.10,14 |
| 14     | Richard MacLennan           | CAN  | 1.10,18 |
| 15     | Aleksej Jesin               | RUS  | 1.10,26 |
| 16     | Piotr Michalski             | POL  | 1.10,29 |
| 17     | Pekka Koskela               | FIN  | 1.10,31 |
| 18     | Håvard Holmefjord Lorentzen | NOR  | 1.10,32 |
| 19     | Mirko Nenzi                 | ITA  | 1.10,39 |
| 20     | Kirill Goloebev             | RUS  | 1.10,53 |
| 21     | Jonathan Garcia             | USA  | 1.10,59 |
| 22     | Denis Dressel               | GER  | 1.10,68 |
| 23     | Kim Jin-su                  | KOR  | 1.10,88 |
| 24     | Yang Fan                    | CHN  | 1.10,90 |

### Loting
| Rit | Binnenbaan         | Buitenbaan                  |
| --- | ------------------ | --------------------------- |
| 1   | Zbigniew Bródka    | Mirko Nenzi                 |
| 2   | Denis Dressel      | Pekka Koskela               |
| 3   | Piotr Michalski    | Kirill Goloebev             |
| 4   | Kim Jin-su         | Joey Mantia                 |
| 5   | Richard MacLennan  | Denis Koezin                |
| 6   | Mo Tae-bum         | Jonathan Garcia             |
| 7   | Yang Fan           | Håvard Holmefjord Lorentzen |
| 8   | Denny Morrison     | Vincent De Haître           |
| 9   | Hein Otterspeer    | Aleksej Jesin               |
| 10  | Shani Davis        | Stefan Groothuis            |
| 11  | Pavel Koelizjnikov | Nico Ihle                   |
| 12  | Samuel Schwarz     | Kjeld Nuis                  |

1996 · 
1997 · 
1998 · 
1999 · 
2000 · 
2001 · 
2003 · 
2004 · 
2005 · 
2007 · 
2008 · 
2009 · 
2011 · 
2012 · 
2013 · 
2015 · 
2016 · 
2017 · 
2019 ·
2020 ·
2021 ·
2023 ·
2024 ·
2025